# Warbstow
Warbstow är en ort och civil parish i Storbritannien.   Den ligger i grevskapet Cornwall och riksdelen England, i den södra delen av landet, 300 km väster om huvudstaden London. Warbstow ligger 184 meter över havet och antalet invånare är 520.
Terrängen runt Warbstow är huvudsakligen platt, men västerut är den kuperad. Runt Warbstow är det ganska tätbefolkat, med 70 invånare per kvadratkilometer. Närmaste större samhälle är Altarnun, 9,4 km söder om Warbstow. Trakten runt Warbstow består i huvudsak av gräsmarker.